# Lymantriopsis lacteata
Lymantriopsis lacteata là một loài bướm đêm thuộc phân họ Arctiinae, họ Erebidae.